# Austria na Zimowych Igrzyskach Olimpijskich 1968
Austrię na Zimowych Igrzyskach Olimpijskich 1968 reprezentowało 76 zawodników.

## Zdobyte medale
| Medal  | Zawodnik                                                   | Dyscyplina            | Konkurencja                        |
| ------ | ---------------------------------------------------------- | --------------------- | ---------------------------------- |
| Złoto  | Olga Pall                                                  | Narciarstwo alpejskie | zjazd kobiet                       |
| Złoto  | Wolfgang Schwarz                                           | Łyżwiarstwo figurowe  | singiel mężczyzn                   |
| Złoto  | Manfred Schmid                                             | Saneczkarstwo         | singiel mężczyzn                   |
| Srebro | Herbert Huber                                              | Narciarstwo alpejskie | slalom mężczyzn                    |
| Srebro | Erwin Thaler Reinhold Durnthaler Herbert Gruber Josef Eder | Bobsleje              | czwórka mężczyzn                   |
| Srebro | Manfred Schmid Ewald Walch                                 | Saneczkarstwo         | dwójka mężczyzn                    |
| Srebro | Reinhold Bachler                                           | Skoki narciarskie     | indywidualnie na skoczni normalnej |
| Brąz   | Heinrich Messner                                           | Narciarstwo alpejskie | supergigant mężczyzn               |
| Brąz   | Alfred Matt                                                | Narciarstwo alpejskie | slalom mężczyzn                    |
| Brąz   | Wiltrud Drexel                                             | Narciarstwo alpejskie | zjazd kobiet                       |
| Brąz   | Baldur Preiml                                              | Skoki narciarskie     | indywidualnie na skoczni normalnej |

## Skład kadry

### Biathlon
Mężczyźni
| Zawodnik                                                 | Konkurencja         | czas biegu | Kary  | Łączny czas | Pozycja |
| -------------------------------------------------------- | ------------------- | ---------- | ----- | ----------- | ------- |
| Paul Ernst                                               | Bieg na 20 km       | 1:25:47,9  | 6:00  | 1:31:47,9   | 40.     |
| Horst Schneider                                          | Bieg na 20 km       | 1:24:49,6  | 9:00  | 1:33:49,6   | 47.     |
| Adolf Scherwitzl                                         | Bieg na 20 km       | 1:30:21,7  | 4:00  | 1:34:21,7   | 50.     |
| Franz Vetter                                             | Bieg na 20 km       | 1:16:25,0  | 20:00 | 1:36:25,0   | 56.     |
| Paul Ernst Adolf Scherwitzl Horst Schneider Franz Vetter | Sztafeta 4 × 7,5 km | 2:33:47,1  | 10    | 2:33:47,1   | 11.     |

### Biegi narciarskie
Mężczyźni
| Zawodnik                                                   | Konkurencja        | czas      | Pozycja |
| ---------------------------------------------------------- | ------------------ | --------- | ------- |
| Andreas Janc                                               | Bieg na 15 km      | 51:29,8   | 31.     |
| Heinrich Wallner                                           | Bieg na 15 km      | 52:53,6   | 42.     |
| Ernst Pühringer                                            | Bieg na 15 km      | 53:23,0   | 47.     |
| Walter Failer                                              | Bieg na 15 km      | 54:12,5   | 51.     |
| Ernst Pühringer                                            | Bieg na 30 km      | 1:44:51,0 | 38.     |
| Franz Vetter                                               | Bieg na 30 km      | 1:45:11,2 | 40.     |
| Hansjörg Farbmacher                                        | Bieg na 30 km      | 1:49:43,3 | 50.     |
| Andreas Janc                                               | Bieg na 50 km      | 2:32:32,2 | 13.     |
| Franz Vetter                                               | Bieg na 50 km      | 2:43:51,1 | 34.     |
| Heinrich Wallner Franz Vetter Ernst Pühringer Andreas Janc | Sztafeta 4 × 10 km | 2:22:29,4 | 13.     |

### Bobsleje
Mężczyźni
| Osada | Zawodnik                                                   | Konkurencja | Ślizg 1 | Ślizg 2 | Ślizg 3 | Ślizg 4 | Łącznie | Pozycja |
| ----- | ---------------------------------------------------------- | ----------- | ------- | ------- | ------- | ------- | ------- | ------- |
| AUT-1 | Erwin Thaler Reinhold Durnthaler                           | Dwójki      | 1:11,27 | 1:11,26 | 1:10,72 | 1:11,88 | 4:45,13 | 4.      |
| AUT-2 | Max Kaltenberger Fritz Dinkhauser                          | Dwójki      | 1:11,34 | 1:12,15 | 1:11,00 | 1:12,14 | 4:46,63 | 8.      |
| AUT-1 | Erwin Thaler Reinhold Durnthaler Herbert Gruber Josef Eder | Czwórki     | 1:10,08 | 1:07,40 |         |         | 2:17,48 | srebro  |
| AUT-2 | Manfred Hofer Hans Ritzl Fritz Dinkhauser Karl Pichler     | Czwórki     | 1:10,90 | 1:09,12 |         |         | 2:20,02 | 13.     |

### Hokej na lodzie
Reprezentacja mężczyzn
| - Karl Pregl - Gerd Schager - Josef Mössmer - Gerhard Felfernig - Hermann Erhart - Gerhard Hausner - Franz Schilcher - Heinz Schupp - Walter König |  | - Josef Schwitzer - Heinz Knoflach - Sepp Puschnig - Klaus Weingärtner - Klaus Kirchbaumer - Dieter Kalt - Günter Burghard - Paul Samonig - Del Saint John |

Reprezentacja Austrii brała udział w rozgrywkach grupy B turnieju olimpijskiego, zajmując w niej 5. miejsce. Ostatecznie reprezentacja Austrii zajęła 13. miejsce.

#### Grupa B
| Drużyna    | M | Mecze | Mecze | Mecze | Bramki | Bramki | Bramki | Pkt |
| Drużyna    | M | W     | R     | P     | +      | -      | +/-    | Pkt |
| ---------- | - | ----- | ----- | ----- | ------ | ------ | ------ | --- |
| Jugosławia | 5 | 5     | 0     | 0     | 33     | 9      | +24    | 10  |
| Japonia    | 5 | 4     | 0     | 1     | 27     | 12     | +15    | 8   |
| Norwegia   | 5 | 3     | 0     | 2     | 15     | 15     | 0      | 6   |
| Rumunia    | 5 | 2     | 0     | 3     | 22     | 23     | -1     | 4   |
| Austria    | 5 | 1     | 0     | 4     | 12     | 27     | -15    | 2   |
| Francja    | 5 | 0     | 0     | 5     | 9      | 32     | -23    | 0   |

Wyniki
| 7 lutego 1968 | Rumunia | 3:2 | Austria |  |

|  |  |  |  |  |

| 9 lutego 1968 | Jugosławia | 6:0 | Austria |  |

|  |  |  |  |  |

| 11 lutego 1968 | Austria | 5:2 | Francja |  |

|  |  |  |  |  |

| 12 lutego 1968 | Norwegia | 5:4 | Austria |  |

|  |  |  |  |  |

| 15 lutego 1968 | Japonia | 11:1 | Austria |  |

|  |  |  |  |  |

### Kombinacja norweska
Mężczyźni
| Zawodnik              | Konkurencja   | Bieg narciarski | Bieg narciarski | Bieg narciarski | Skoki narciarskie | Skoki narciarskie | Skoki narciarskie | Skoki narciarskie | Skoki narciarskie | Skoki narciarskie | Skoki narciarskie | Skoki narciarskie | Łącznie | Pozycja |
| Zawodnik              | Konkurencja   | Czas biegu      | Pozycja         | Punkty          | Skok 1            | Nota              | Skok 2            | Nota              | Skok 3            | Nota              | Punkty            | Pozycja           | Łącznie | Pozycja |
| --------------------- | ------------- | --------------- | --------------- | --------------- | ----------------- | ----------------- | ----------------- | ----------------- | ----------------- | ----------------- | ----------------- | ----------------- | ------- | ------- |
| Ulli Öhlböck          | Indywidualnie | 52:23,9         | 23.             | 189,20          | 60,0              | 76,0              | 64,0              | 83,7              | 64,0              | 85,1              | 168,8             | 36.               | 358,00  | 32.     |
| Waldemar Heigenhauser | Indywidualnie | 55:00,4         | 38.             | 159,49          | 69,0              | 101,8             | 68,5              | 95,4              | 70,5              | 92,7              | 197,2             | 21.               | 356,69  | 34.     |
| Helmut Voggenberger   | Indywidualnie | 54:57,2         | 37.             | 160,07          | 67,5              | 95,4              | 66,0              | 86,5              | 65,0              | 84,4              | 181,9             | 32.               | 341,97  | 35.     |

### Łyżwiarstwo figurowe
| Zawodnik                         | Konkurencja   | Nota   | Pozycja |
| -------------------------------- | ------------- | ------ | ------- |
| Trixi Schuba                     | Solistki      | 1773,2 | 5.      |
| Elisabeth Mikula                 | Solistki      | 1612,5 | 18.     |
| Liesl Nestler                    | Solistki      | 1562,6 | 23.     |
| Wolfgang Schwarz                 | Soliści       | 1904,1 | złoto   |
| Emmerich Danzer                  | Soliści       | 1873,0 | 4.      |
| Günter Anderl                    | Soliści       | 1574,7 | 23.     |
| Evelyne Schneider Wilhelm Bietak | Pary sportowe | 272,2  | 15.     |

### Łyżwiarstwo szybkie
Mężczyźni
| Zawodnik         | Konkurencja   | Konkurencja   | Konkurencja    | Konkurencja    | Konkurencja    | Konkurencja    | Konkurencja      | Konkurencja      |
| Zawodnik         | Bieg na 500 m | Bieg na 500 m | Bieg na 1500 m | Bieg na 1500 m | Bieg na 5000 m | Bieg na 5000 m | Bieg na 10 000 m | Bieg na 10 000 m |
| Zawodnik         | Czas          | Miejsce       | Czas           | Miejsce        | Czas           | Miejsce        | Czas             | Miejsce          |
| ---------------- | ------------- | ------------- | -------------- | -------------- | -------------- | -------------- | ---------------- | ---------------- |
| Otmar Braunecker | 42,1          | 26.           | 2:14,4         | 27.            |                |                |                  |                  |
| Hermann Strutz   |               |               | 2:14,8         | 40.            | 7:53,3         | 16.            | 16:24,9          | 17.              |
| Erich Korbel     |               |               | 2:15,7         | 44.            | 8:20,8         | 37.            |                  |                  |

### Narciarstwo alpejskie
Mężczyźni
| Zawodnik        | Konkurencja | Konkurencja | Konkurencja       | Konkurencja       | Konkurencja              | Konkurencja              | Konkurencja       | Konkurencja              | Konkurencja              | Konkurencja              |
| Zawodnik        | Zjazd       | Zjazd       | Slalom gigant     | Slalom gigant     | Slalom gigant            | Slalom gigant            | Slalom specjalny  | Slalom specjalny         | Slalom specjalny         | Slalom specjalny         |
| Zawodnik        | Czas        | Pozycja     | Czas 1. przejazdu | Czas 2. przejazdu | Czas łączny              | Pozycje                  | Czas 1. przejazdu | Czas 2. przejazdu        | Czas łączny              | Pozycja                  |
| --------------- | ----------- | ----------- | ----------------- | ----------------- | ------------------------ | ------------------------ | ----------------- | ------------------------ | ------------------------ | ------------------------ |
| Heini Messner   | 2:01,03     | 4.          | 1:45,16           | 1:46,67           | 3:31,83                  | brąz                     | 52,32             | 51,83                    | 1:44,15                  | 14.                      |
| Karl Schranz    | 2:01,89     | 5.          | 1:45,28           | 1:47,80           | 3:33,08                  | 6.                       | Dyskwalifikacja   | Nie ukończył konkurencji | Nie ukończył konkurencji | Nie ukończył konkurencji |
| Gerhard Nenning | 2:02,31     | 9.          | 1:46,47           | 1:47,14           | 3:33,61                  | 8.                       |                   |                          |                          |                          |
| Egon Zimmermann | 2:02,55     | 13.         |                   |                   |                          |                          |                   |                          |                          |                          |
| Werner Bleiner  |             |             | 1:46,56           | Dyskwalifikacja   | Nie ukończył konkurencji | Nie ukończył konkurencji |                   |                          |                          |                          |
| Herbert Huber   |             |             |                   |                   |                          |                          | 50,06             | 49,76                    | 1:39,82                  | srebro                   |
| Alfred Matt     |             |             |                   |                   |                          |                          | 49,68             | 50,41                    | 1:40,09                  | brąz                     |

Kobiety
| Zawodniczka       | Konkurencja | Konkurencja | Konkurencja   | Konkurencja   | Konkurencja                | Konkurencja                | Konkurencja                | Konkurencja                |
| Zawodniczka       | Zjazd       | Zjazd       | Slalom gigant | Slalom gigant | Slalom specjalny           | Slalom specjalny           | Slalom specjalny           | Slalom specjalny           |
| Zawodniczka       | Czas        | Pozycja     | Czas          | Pozycja       | Czas 1. przejazdu          | Czas 2. przejazdu          | Czas łączny                | Pozycja                    |
| ----------------- | ----------- | ----------- | ------------- | ------------- | -------------------------- | -------------------------- | -------------------------- | -------------------------- |
| Olga Pall         | 1:40,87     | złoto       | 1:55,61       | 5.            | 43,59                      | 47,52                      | 1:31,11                    | 9.                         |
| Christl Haas      | 1:41,41     | brąz        |               |               |                            |                            |                            |                            |
| Brigitte Seiwald  | 1:41,82     | 4.          | 1:57,26       | 11.           | 41,52                      | 59,77                      | 24.                        |                            |
| Gertrud Gabl      | 1:43,97     | 12.         | 1:56,85       | 9.            | Nie ukończyła 1. przejazdu | Nie ukończyła 1. przejazdu | Nie ukończyła 1. przejazdu | Nie ukończyła 1. przejazdu |
| Lisi Pall         |             |             | 2:00,91       | 27.           |                            |                            |                            |                            |
| Bernadette Rauter |             |             |               |               | 43,34                      | 47,10                      | 1:30,44                    | 8.                         |

### Saneczkarstwo
Mężczyźni
| Zawodnik                        | Konkurencja | Ślizg 1         | Ślizg 2                  | Ślizg 3                  | Łącznie                  | Pozycja                  |
| ------------------------------- | ----------- | --------------- | ------------------------ | ------------------------ | ------------------------ | ------------------------ |
| Manfred Schmid                  | Jedynki     | 57,16           | 57,73                    | 57,59                    | 2:52,48                  | złoto                    |
| Josef Feistmantl                | Jedynki     | 57,78           | 58,06                    | 57,73                    | 2:53,57                  | 5.                       |
| Helmut Thaler                   | Jedynki     | 58,42           | 59,03                    | 58,60                    | 2:56,05                  | 14.                      |
| Peter Kretauer                  | Jedynki     | Dyskwalifikacja | Nie ukończył konkurencji | Nie ukończył konkurencji | Nie ukończył konkurencji | Nie ukończył konkurencji |
| Manfred Schmid Ewald Walch      | Dwójki      | 48,16           | 48,18                    |                          | 1:36,34                  | srebro                   |
| Josef Feistmantl Wilhelm Biechl | Dwójki      | 48,81           | 49,30                    |                          | 1:38,11                  | 7.                       |

Kobiety
| Zawodnik         | Konkurencja | Ślizg 1 | Ślizg 2 | Ślizg 3 | Łącznie | Pozycja |
| ---------------- | ----------- | ------- | ------- | ------- | ------- | ------- |
| Leni Thurner     | Jedynki     | 49,64   | 50,15   | 50,71   | 2:30,50 | 9.      |
| Marlene Korthals | Jedynki     | 49,72   | 50,31   | 51,30   | 2:31,33 | 10.     |
| Elfriede Wäger   | Jedynki     | 51,93   | 50,44   | 52,04   | 2:34,41 | 15.     |

### Skoki narciarskie
Mężczyźni
| Konkurencja            | Skoczek           | Skok 1    | Skok 1 | Skok 2    | Skok 2 | Nota  | Pozycja |
| Konkurencja            | Skoczek           | odległość | Nota   | odległość | Nota   | Nota  | Pozycja |
| ---------------------- | ----------------- | --------- | ------ | --------- | ------ | ----- | ------- |
| Skocznia normalna K-70 | Reinhold Bachler  | 77,5      | 107,8  | 76,0      | 106,4  | 214,2 | srebro  |
| Skocznia normalna K-70 | Baldur Preiml     | 80,0      | 113,8  | 72,5      | 98,8   | 212,6 | brąz    |
| Skocznia normalna K-70 | Sepp Lichtenegger | 72,5      | 98,3   | 70,0      | 94,8   | 193,1 | 29.     |
| Skocznia normalna K-70 | Max Golser        | 74,0      | 102,7  | 65,0      | 83,3   | 186,0 | 36.     |
| Skocznia duża K-90     | Reinhold Bachler  | 98,5      | 107,3  | 95,0      | 103,4  | 210,7 | 6.      |
| Skocznia duża K-90     | Baldur Preiml     | 80,5      | 66,1   | 87,0      | 86,2   | 152,3 | 48.     |
| Skocznia duża K-90     | Sepp Lichtenegger | 91,0      | 90,8   | 91,0      | 93,8   | 184,6 | 28.     |
| Skocznia duża K-90     | Max Golser        | 95,0      | 98,9   | 91,5      | 91,5   | 190,4 | 22.     |